# Gladiolus erectiflorus
Gladiolus erectiflorus är en irisväxtart som beskrevs av John Gilbert Baker. Gladiolus erectiflorus ingår i släktet sabelliljor, och familjen irisväxter. Inga underarter finns listade i Catalogue of Life.